# Caturix
Caturix (gall. „Kampfkönig“) war der Kriegsgott der Helvetier und wurde mit dem römischen Gott Mars gleichgesetzt. Möglicherweise war er der Hauptgott der Helvetier, weshalb vermutet wird, dass der „Cigogner-Tempel“ in der römischen Stadt Aventicum diesem Gott geweiht war. Ein inschriftlich bezeugter Tempel befand sich in Nonfoux (rund neun Kilometer südlich von Yverdon). Im Gebiet der Helvetier wurden bis heute fünf Weihinschriften für Caturix gefunden, alle im Gebiet um Avenches (Aventicum) und Yverdon (Eburodunum). Eine sechste Inschrift stammt aus Böckingen bei Heilbronn. Hier war im 2. Jahrhundert eine helvetische Garnison stationiert. Andere Namen des helvetischen Kriegsgottes waren Cicollus (gall. „Muskelprotz“) und Caisivus.
Auffälligerweise lebte in Gallien ein Volk namens Caturiges, in der Gegend des heutigen Chorges (< *Caturigumagus). Ihr Hauptort hieß Eburodunum (h. Embrun), also gleich wie der römische Name von Yverdon, so dass ein Zusammenhang vermutet wird.
Inschriften von Mars Caturix und Mars Caisivus. Die Anordnung folgt den Orten von Süd nach Nord:
| Fundort                   | Verzeichnis            | Inschrift                                   |
| Riaz / Tronche-Bélon FR   | HM 181 CIL XIII, 5035  | …]ATVRIG[…                                  |
| Nonfoux bei Essertimes VD | HM 164 CIL XIII, 5046  | MARTI CATVRIGI … TEMPLVM A NOVO IN[ST]ITVIT |
| Pomy bei Yverdon          | HM 165 CIL XIII, 5054  | MARTI CATVR SACR …                          |
| Yverdon Eburodunum        | HM 172 CIL XIII, 11473 | MARTI CATVRICI ET APOLLINI …                |
| Avenches Aventicum        | HM 222                 | MARTI CATVR ….                              |
| Avenches Aventicum        | HM221 CIL XIII, 11475  | MART CAISIV …                               |
| Böckingen                 | CIL XIII, 6474         | IOM ET MARTI CATVRIGI GENIO LOCI …          |

## Trivia
Die Winterthurer Pagan-Metal-Band Eluveitie bezieht sich in einem Song ihres siebten Studioalbum Evocation II – Pantheon auf die Gottheit Caturix.